# Ulrich Muhl
Ulrich Muhl (* 13. Januar 1936; † 26. August 2014) war ein deutscher Fußballspieler. Der Offensivspieler hat in den damals erstklassigen Fußball-Oberligen Süd und Südwest in den Jahren 1955 bis 1962 insgesamt 68 Ligaspiele mit 14 Toren für die Vereine FSV Frankfurt, Kickers Offenbach und den FSV Mainz 05 absolviert. Nach seiner Karriere als Fußballer war Muhl als Rechtsanwalt tätig.

## Karriere

### Jugend
Muhl gehört zu den Spielern, mit denen im Jahr 1953 die Historie der deutschen Jugendnationalmannschaft des DFB den Anfang nahm. Am 31. März 1953 in Antwerpen bestritt die DFB-Jugendnationalmannschaft im Rahmen des FIFA-Turnieres 1953 in Belgien gegen Argentinien das erste offizielle Länderspiel. Beim 3:2-Erfolg stürmte Muhl vom FSV Frankfurt – er war von der SG 06 Betzdorf nach Frankfurt gekommen – auf Rechtsaußen an der Seite von Klaus Stürmer, Ernst-Günter Habig und Uwe Seeler. Er absolvierte unter DFB-Trainer Dettmar Cramer alle vier Turnierspiele und erzielte ein Tor. Als im April 1954 das Turnier durch den DFB in Deutschland durchgeführt wurde, gehörte der vielseitig verwendbare Linksfuß und Offensivtechniker vom Bornheimer Hang, erneut dem deutschen Kader an. Beim Einzug in das Finale – das endete am 19. April in Köln gegen Spanien 2:2 n. V. – war er in insgesamt fünf Turnierspielen jeweils als Halblinks an der Seite von Manfred Eglin, Hermann Nuber und dem herausragenden Torjäger Uwe Seeler vom Hamburger SV im Einsatz gewesen. Der Abiturient gehörte ab der Saison 1955/56 dem Oberligakader des FSV Frankfurt in der Fußball-Oberliga Süd an.

### Oberligafußball, 1955 bis 1962
Das Nachwuchstalent debütierte am 18. März 1956 bei einem 1:0-Auswärtserfolg gegen die Stuttgarter Kickers auf Rechtsaußen an der Seite von Richard Herrmann und Berthold Buchenau in der damals erstklassigen Oberliga Süd. Er erzielte in vier Spielen ein Tor. Nach Rundenende schloss er sich dem Mainrivalen Offenbacher Kickers an. Am Ende der Rückrunde, am 14. April 1957, bei einem 2:0-Heimerfolg auf dem Bieberer Berg gegen den FC Schweinfurt 05, stürmte er erstmals für den OFC in der Oberliga. Am 12. Mai erzielte er gegen den Tabellenführer und Meister 1. FC Nürnberg den Treffer zum 1:0-Erfolg. Offenbach errang die Vizemeisterschaft im Süden. Am 19. Juni stürmte  er in der Endrunde um die deutsche Fußballmeisterschaft in Augsburg beim Spiel gegen den 1. FC Kaiserslautern beim 4:1-Erfolg auf Halblinks  und erzielte ein Tor gegen die noch mit den 54er-Weltmeistern Werner Liebrich, Horst Eckel und Ottmar Walter angetretenen „Roten Teufel“. In der Saison 1957/58 bestritt der Jurastudent lediglich am 7. September 1957 bei einer 2:4-Heimniederlage gegen den VfB Stuttgart ein Oberligaspiel für Offenbach. Nach insgesamt sechs Oberligaeinsätzen mit zwei Toren für Offenbach wechselte er zur Saison 1958/59 in die Fußball-Oberliga Südwest und schloss sich dem FSV Mainz 05 an.
Am Bruchweg gehörte er mit 25 Einsätzen und vier Toren der Stammbesetzung um den jungen Lothar Buchmann und Senior Karl-Heinz Wettig an. Im ersten Trainerjahr von Heinz Baas, 1959/60, konnte er infolge seines Jura-Examens in Würzburg lediglich vier Spiele (1 Tor) für die Nullfünfer bestreiten. Die beste Runde mit Mainz in der Oberliga Südwest spielte der Techniker, der eher als Mittelfeldspieler als Stürmer zur Geltung kam, als Ex-Nationalspieler Erich Bäumler in der Saison 1960/61 in 29 Einsätzen 13 Tore erzielte und die Rheinhessen den fünften Platz belegten. Muhl hatte in 19 Ligaspielen fünf Tore erzielt, darunter den Siegtreffer am 15. Januar 1961 beim 1:0-Heimerfolg gegen den Tabellenführer Borussia Neunkirchen. Sein letztes Oberligaspiel absolvierte der ehemalige Jugendnationalspieler am 25. März 1962 bei einem 4:1-Heimerfolg gegen Wormatia Worms. Bäumler erzielte alle vier Tore für Nullfünf, und das gegen Petar Radenković im Tor der Wormatia.
Nach insgesamt 58 Oberligaspielen mit elf Toren in Reihen der Nullfünfer beendete Muhl im Sommer 1962 seine höherklassige Laufbahn als Fußballspieler. Insgesamt hat er für den FSV Frankfurt, Offenbacher Kickers und Mainz 05 von 1955 bis 1962 in den Oberligen Süd und Südwest 68 Ligaspiele mit 14 Toren absolviert.
Später war er beruflich als Rechtsanwalt in Betzdorf im Landkreis Altenkirchen (Westerwald) tätig.